# Rosalind Krauss
Pour les articles homonymes, voir Krauss.
Rosalind E. Krauss, née en 1941, est une critique d'art, professeure en histoire de l'art à l'université Columbia. Elle publie régulièrement dans certaines revues comme Artforum, Art in America et Art International en tant que théoricienne et critique. Ses travaux les plus fameux portent notamment sur la peinture moderne, la sculpture et la photographie. 

## Biographie
Rosalind Epstein Krauss, née le 30 novembre 1941, grandit à Washington D.C.
Durant son enfance, ses parents prennent au sérieux sa passion pour le dessin. C'est la raison pour laquelle elle fréquente une école d'art. Son père, dont le cabinet d'avocat borde un musée, l'y emmène régulièrement. C'est à cette occasion qu'elle développe un certain goût dans ce domaine.
En 1962, elle obtient son diplôme d'histoire des arts à l'Université de Wellesley. Elle poursuit ensuite ses études à l'Université de Harvard, dans le département des Beaux-Arts (désormais département de l'histoire de l'art et de l'architecture). Elle obtient son PhD en 1969 ; son travail sur David Smith, Terminal Iron Works est publié en 1971.
Persuadée que l'art moderne ne pourrait se poursuivre en marge de sa critique, elle rejoint la direction éditoriale du magazine Artforum dans les années 60. En 1975, avec Annette Michelson, elle quitte le magazine pour créer la revue October (en), publié par les MIT Press du MIT. Son objectif est de créer un lien entre la critique contemporaine et l'université.
Dans cette approche théorique du modernisme, elle s'est intéressée au développement de la photographie, parallèle à celui de la peinture moderne, qui met en lumière certains phénomènes ignorés jusqu'alors : les marques d'index, la fonction d'archive. Elle a exploré certains concepts, comme « l'informe », « l'inconscient optique » ou le pastiche, qui organisent les pratiques modernistes de l'art et annoncent leurs pendants postmodernes.

## Œuvres
- Le Photographique. Pour une théorie des écarts, trad. M. Bloch, A. Hindry, J. Kempf, Paris, Éditions Macula, 1990, réédition 2022  (ISBN 978-2-86589-027-9)
- L'Originalité de l'avant-garde et autres mythes modernistes, trad. J.-P. Criqui, Paris, Éditions Macula, 1993  (ISBN 978-2-86589-038-5)
- Passages. Une histoire de la sculpture de Rodin à Smithson, trad. C. Brunet, Paris, Macula, 1997  (ISBN 978-2-86589-056-9)
- Les Papiers de Picasso, trad. J.-L. Houdebine & S. Yersin Legrand, Paris, Éditions Macula, 2013  (ISBN 978-2-86589-074-3)

## Récompenses et distinctions
- 1970 : Bourse Guggenheim
- 1994 : Médaille du centenaire d'Harvard (en)
- 2011 : Doctorat honoris causa de l'Université Harvard[3]